# ویراست استاندارد تمام آثار روان‌شناختی زیگموند فروید

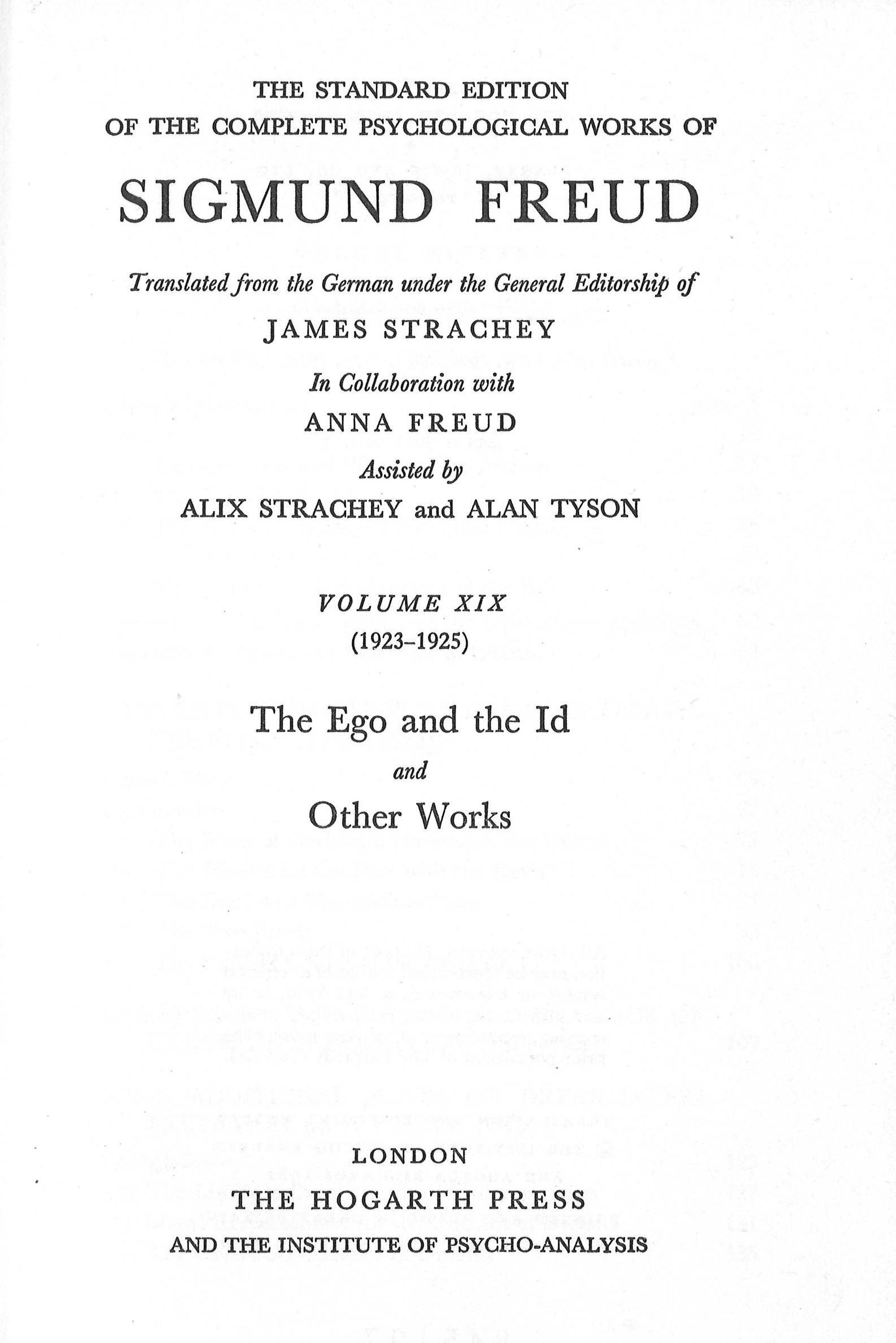
عنوان صفحه از جلد نوزدهم.

ویراست استاندارد تمام آثار روان‌شناختی زیگموند فروید، نسخه‌ای کامل از آثار زیگموند فروید است. این نسخه تحت سردبیری جیمز استراچی، با همکاری آنا فروید، و با کمک الیکس استراچی و الن تایسون از آلمانی به انگلیسی ترجمه شد. ویراست استاندارد، شامل 24 جلد می‌شود، و ابتدا توسط نشریه‌ی هوگارث در لندن در سال‌های 1956 تا 1974 چاپ شد. برخلاف مجموعه آثار آلمانی، ویراست استاندارد دربردارنده‌ی پاورقی‌های انتقادی ویراستار نیز هست. این محتوای ویرایشی بعداً در نسخه‌ی آلمانی آثار فروید با عنوان Studienausgabe نیز قرار داده شد.